# Đại Cường (Quảng Nam)
Đại Cường is een xã in het district Đại Lộc, een van de districten in de Vietnamese provincie Quảng Nam.
Đại Cường ligt op de westelijke oever van de Quảng Huế, de zuidelijke oever van de Vu Gia en de noordelijke oever van de Thu Bồn.